# Carlinita
La carlinita es un mineral del grupo de los sulfuros cuya fórmula química es Tl2S.
Descubierto en 1975, su nombre proviene de la mina de oro de Carlin, en Nevada (Estados Unidos), donde se localiza el tipo nomenclatural.

## Propiedades
De color gris, la carlinita es un mineral opaco de brillo metálico; las superficies expuestas a la oxidación se tornan más oscuras y apagadas. Al igual que otros minerales de talio, posee una alta densidad (8,1 g/cm³).
Cristaliza en el sistema trigonal.
Debido a la elevada toxicidad del talio, la carlinita debe ser manipulada con grandes precauciones.

## Morfología y yacimientos
La carlinita se presenta como pequeños granos euédricos así como en formas romboédricas pobremente desarrolladas o tabulares.
Aparece formando pequeños granos en fragmentos de brechas de caliza carbonosa, como resultado de la
mineralización epitermal (entre 50 y 200 °C).

## Yacimientos
Es un mineral extremadamente escaso. En la mina de oro de Carlin aparece asociado con oro, arsénico, antimonio, mercurio y cuarzo.